# Fort Ransom
La ville de Fort Ransom est située dans le comté de Ransom, dans l’État du Dakota du Nord, aux États-Unis. Sa population s’élevait à 77 habitants lors du recensement de 2010.

## Démographie
| 1980 | 1990 | 2000 | 2010 | - | - |
| ---- | ---- | ---- | ---- | - | - |
| 99   | 111  | 70   | 77   | - | - |

## Source
- (en) Cet article est partiellement ou en totalité issu de l’article de Wikipédia en anglais intitulé « Fort Ransom, North Dakota » (voir la liste des auteurs).